# Euchalcia
Euchalcia is een geslacht van vlinders van de familie Uilen (Noctuidae), uit de onderfamilie Plusiinae.

## Soorten
- E. albavitta Ottolengui, 1902
- E. altaica Dufay, 1968
- E. annemaria de Freina & Hacker, 1985
- E. armeniae Dufay, 1965
- E. augusta Staudinger, 1891
- E. bactrianae Dufay, 1968
- E. bellieri (Kirby, 1900)
- E. biezankoi (Alberti, 1965)
- E. cashmirensis Moore, 1881
- E. consona (Fabricius, 1787)
- E. cuprea Esper, 1787
- E. cuprescens Dufay, 1965
- E. chalcophanes Dufay, 1963
- E. chlorocharis (Dufay, 1961)
- E. dorsiflava Standfuss, 1891
- E. emichi (Rogenhofer & Mann, 1873)
- E. gerda Püngeler, 1907
- E. hedeia Dufay, 1978
- E. herrichi Staudinger, 1861
- E. hissarica Klyuchko, 1983
- E. hyrcaniae Dufay, 1963
- E. italica (Staudinger, 1882)

- E. maria Staudinger, 1891
- E. modestoides Poole, 1989
- E. orophasma Boursin, 1960
- E. paulina Staudinger, 1891
- E. phrygiae Dufay, 1963
- E. renardi Eversmann, 1844
- E. sergia Oberthür, 1884
- E. serraticornis Dufay, 1965
- E. siderifera (Eversmann, 1846)
- E. stilpna Dufay, 1969
- E. taurica Osthelder, 1933
- E. variabilis (Piller, 1783)
- E. viridis Staudinger, 1901
- E. xanthoides Dufay, 1968